# Raúl García de Mateos Rubio
Raúl García de Mateos Rubio (Manzanares, 5 de juliol de 1982) és un ciclista espanyol professional des del 2005 i actualment a l'equip Louletano-Hospital de Loulé.
El seu germà petit Vicente també s'ha dedicat al ciclisme.

## Palmarès
- 2004
  - Vencedor d'una etapa de la Volta a la província de Castelló
- 2008
  - 1r a la Volta a Toledo
  - 1r a la Volta a Cartagena i vencedor d'una etapa
  - Vencedor d'una etapa de la Volta a Galícia
- 2010
  - 1r a la Volta a Galícia
  - Vencedor d'una etapa de la Volta a Zamora
  - Vencedor d'una etapa de la Volta a Àvila
- 2011
  - Vencedor d'una etapa a la Volta a les comarques de Lugo
- 2012
  - 1r al Memorial Manuel Sanroma

### Resultats a la Volta a Espanya
- 2006. 51è de la classificació general.
- 2007. 99è de la classificació general